# Pietari Tiikkiläinen
Pietari Tiikkiläinen (ryska: Пётр Абрамович Тикиляйнен, Pjotr Abramovitj Tikiljajnen), född 3 augusti 1921 i Pekunitsa i nuvarande Volosovo i Leningradregionen, död 28 juli 1941 nära Tolajärvi, var en rysk-finländsk korpral i Röda armén, som postumt fått titeln Sovjetunionens hjälte.

## Biografi
Tiikkiläinen var son till en finländsk bonde från Ingermanland. Efter faderns för tidiga död, hjälpte han sin moder med hushållningen. Han tog studentexamen 1939 och arbetade en kort tid för posten i Pekunitsa. 1939 tog Tiikkiläinen värvning i Röda armén och deltog samma år i vinterkriget. När fortsättningskriget började tjänstgjorde Tiikkiläinen som gruppledare för sjunde armékåren, 71. gevärsdivisionen, 52. regementet. Tiikkiläinen sökte stoppa den finska attacken, först vid Korpiselkä och sedan vid Tolvajärvis östra strand. Gruppens uppgift var att hindra fiendens väg till Vuohtjärvi och Munjärvenlahti via Petrozavodsk. Under striden fick Röda armékåren slut på ammunition, varvid Tiikkiläinen stupade.
1966 märktes Tiikkiläinens grav i Suojärvi med ett minnesmärke och dessutom har en gata i Suojärvi uppkallats efter honom.